# ミミック (映画)
『ミミック』（Mimic）は、1997年のアメリカ合衆国のSFホラー映画。監督はギレルモ・デル・トロ、出演はミラ・ソルヴィノとジェレミー・ノーサムなど。原作はドナルド・A・ウォルハイムの同名短編小説。ニューヨーク市を舞台に、遺伝子操作により現れた新種の昆虫と人間との戦いを描いている。キャッチコピーは「遺伝子が泣き叫ぶ」。

## ストーリー
近未来、マンハッタンではゴキブリを媒介源とする「ストリックラー病」により、多くの子供の人命が失われ、助かった者も重い後遺症に苦しめられていた。有効な治療法のないこの病気に対し、アメリカ疾病予防管理センター（CDC）のピーターから要請を受けた昆虫学者のスーザンは、ゴキブリだけを殺し、一定期間後に死滅する新種の昆虫「ユダの血統」（Judas Breed）を遺伝子操作によって創造した。放たれた「ユダの血統」は短期間で多数のゴキブリを駆除し、ストリックラー病は根絶とまではいかないものの、事態は沈静化。「ユダの血統」の存在は創造主であるスーザンからも忘れ去られていった。
それから3年後。町からゴキブリは一掃されストリックラー病は沈静化。スーザンとピーターは結婚して平穏な日常を過ごしていた。そんな中、ニューヨークのとある駅周辺でホームレスが次々と行方不明になる事件が発生。更にスーザンのところに持ち込まれた巨大な昆虫の幼虫らしき物体は、死滅したはずの「ユダの血統」に酷似していた。調査の結果、「ユダの血統」が生き延び密かに繁殖している事が判明。彼らを絶滅させるべく行動開始するスーザンだが、3年の月日は「ユダの血統」を人類の天敵となりうる生命体へと進化させていた。

## 登場人物
スーザン・タイラー
演 - ミラ・ソルヴィノ
博士。
ピーター・マン
演 - ジェレミー・ノーサム
博士。
チューイ
演 - アレクサンダー・グッドウィン
マニーの孫。リズムを真似するのが上手。
マニー
演 - ジャンカルロ・ジャンニーニ
靴磨き。
レナード
演 - チャールズ・S・ダットン
鉄道保安員。地下に詳しい。
ジョシュ
演 - ジョシュ・ブローリン
CDCの調査員。
ゲイツ
演 - F・マーリー・エイブラハム
博士。
レミー
演 - アリックス・コロムゼイ
スーザンの助手。
デービス
演 - ジェイボン・バーンウェル
子供。
リッキー
演 - ジェームズ・コスタ
子供。
ジェレミー
演 - ノーマン・リーダス
ピーターの同僚。

## キャスト
| 役名                 | 俳優                         | 日本語吹き替え                                      | 日本語吹き替え                                            |
| 役名                 | 俳優                         | ソフト版                                            | テレビ東京版                                              |
| -------------------- | ---------------------------- | --------------------------------------------------- | --------------------------------------------------------- |
| スーザン・タイラー   | ミラ・ソルヴィノ             | 相沢恵子                                            | 魏涼子                                                    |
| ピーター・マン       | ジェレミー・ノーサム         | 宮本充                                              | 東地宏樹                                                  |
| チューイ             | アレクサンダー・グッドウィン | 豊嶋真千子                                          | 矢島晶子                                                  |
| マニー               | ジャンカルロ・ジャンニーニ   | 阪脩                                                | 坂口芳貞                                                  |
| レナード             | チャールズ・S・ダットン      | 玄田哲章                                            | 内海賢二                                                  |
| ジョシュ             | ジョシュ・ブローリン         | 藤原啓治                                            | 高木渉                                                    |
| ゲイツ               | F・マーリー・エイブラハム    | 江角英明                                            | 家弓家正                                                  |
| レミー               | アリックス・コロムゼイ       | 麻丘夏未                                            | 芝原チヤコ                                                |
| デービス             | ジェイボン・バーンウェル     | 石田彰                                              | 喜田あゆ美                                                |
| リッキー             | ジェームズ・コスタ           | 津村まこと                                          | 亀井芳子                                                  |
| ジェレミー           | ノーマン・リーダス           | 伊藤栄次                                            | 柴本浩行                                                  |
| その他               | N/A                          | 岩田安生 青山穣 柳沢栄治 彩木香里 山野井仁 中村尚子 | 高瀬右光 石川ひろあき 船木真人 多緒都 浅野まゆみ 青山桐子 |
| 日本語版制作スタッフ |                              |                                                     |                                                           |
| 演出                 | N/A                          | 福永莞爾                                            | 小山悟                                                    |
| 翻訳                 | N/A                          | 岡田壯平（字幕） 中島多恵子（吹替）                 | 徐賀世子                                                  |
| 調整                 | N/A                          | 荒井保雄                                            | 重光秀樹                                                  |
| 効果                 | N/A                          |                                                     | リレーション                                              |
| プロデューサー       | N/A                          | 内田正仁                                            | 久保一郎 渡邉一仁 寺原洋平                                |
| 音響制作             | N/A                          | 中西真澄 米屋林太郎                                 |                                                           |
| 担当                 | N/A                          |                                                     | 別府憲治                                                  |
| 配給                 | N/A                          |                                                     | 松竹株式会社                                              |
| 制作                 | N/A                          | プロセンスタジオ                                    | テレビ東京 HALF H・P STUDIO                               |
| 初回放送             | N/A                          |                                                     | 2006年2月16日 『木曜洋画劇場』                            |

## スタッフ
- 監督:ギレルモ・デル・トロ
- 製作：ボブ・ワインスタイン、B・J・ラック、オーレ・ボールネダル
- 脚本：マシュー・ロビンス、ギレルモ・デル・トロ、ジョン・セイルズ、スティーヴン・ソダーバーグ、マシュー・グリーンバーグ
- 原作：ドナルド・A・ウォルハイム
- 音楽：マルコ・ベルトラミ
- 撮影：ダン・ローストセン
- タイトル・デザイン：カイル・クーパー

## ユダの血統（ミミック）について
ミミックとは、生物学用語で擬態のこと。本作の重要な要素となっている。
造り主である人間にとって文字通り裏切り者である「ユダの血統」は、元々はスーザン・タイラー博士とピーター・マン博士が全米遺伝子研究所の協力の下、シロアリとカマキリのDNAを配合し人工的に誕生させた。致死率がほぼ100パーセントで子供のみ感染するストリックラー病を媒介するゴキブリの天敵であり、生物農薬、バイオウェポンの一種である。元々シロアリ目とカマキリ目は分類学的、系統発生的にゴキブリ目に近縁な昆虫であり、かつてはバッタ等と共に彼らは直翅目という一つのグループに含められていた。
スーザン博士は、自滅するよう寿命を半年と設計した上、メスに不妊処置を施し外界に解き放った。オスの1匹が偶然産卵能力を持った事で生き延び、繁殖を開始した。更にゴキブリに対抗すべく代謝を活性化させた事で繁殖のサイクルが加速され、数百世代が経過した結果、僅か3年の間に本来ならば昆虫には存在しない臓器である肺が発生。その働きにより、成人男性と同程度の体格に成長。他の動物を遥かに凌ぐ身体能力と生命力、優れた殺傷能力、真社会性、高い繁殖能力、人間への擬態能力を持つに至った。なお、続編の『ミミック2』では頭部を切断後10日程で摂食不能により餓死するという設定が追加され、『ミミックIII』では人間に頭部の右半分をショットガンで吹き飛ばされたが、しばらく生きていた。

## 評価
レビュー・アグリゲーターのRotten Tomatoesでは49件のレビューで支持率は65%、平均点は6.40/10となった。Metacriticでは15件のレビューを基に加重平均値が56/100となった。

## 続編
ビデオスルー作品として、2本の続編が公開されている。
- ミミック2 Mimic 2（2001年） - 監督：ジャン・ドゥ・スゴンザック（英語版） / 脚本・製作：ジョエル・ソワソン（英語版） / 出演：アリックス・コロムゼイ、ブルーノ・カンプス（英語版）
- ミミックIII Mimic 3: Sentinel（2003年） - 監督・脚本：J・T・ペティ（英語版） / 製作：ロン・シュミット / 出演：カール・ゲアリー（英語版）、アレクシス・ジーナ、ランス・ヘンリクセン